# Raionul Borzna, Cernihiv
Borzna (în ucraineană Борзнянський район, transliterat: Borzneanskîi raion) este un raion în regiunea Cernigău, Ucraina. Reședința sa este orașul Borzna.

## Demografie
Componența lingvistică a raionului Borzna
     Ucraineană (98,43%)
     Rusă (1,39%)
     Alte limbi (0,12%)
Conform recensământului din 2001, majoritatea populației raionului Borzna era vorbitoare de ucraineană (98,43%), existând în minoritate și vorbitori de rusă (1,39%).